# La Trinité-de-Thouberville
La Trinité-de-Thouberville ist eine französische Gemeinde mit 416 Einwohnern (Stand: 1. Januar 2022) im Département Eure in der Region Normandie (vor 2016 Haute-Normandie). Sie gehört zum Arrondissement Bernay und zum Kanton Bourg-Achard. Die Einwohner werden Trinitais genannt.

## Geographie
La Trinité-de-Thouberville liegt etwa 21 Kilometer südwestlich von Rouen in der Landschaft Roumois. Umgeben wird La Trinité-de-Thouberville von den Nachbargemeinden Barneville-sur-Seine im Nordwesten und Norden, Mauny im Nordosten, Caumont im Osten, Saint-Ouen-de-Thouberville im Südosten und Süden sowie Bosgouet im Westen.

## Bevölkerungsentwicklung
| Jahr                       | 1962 | 1968 | 1975 | 1982 | 1990 | 1999 | 2006 | 2013 | 2020 |
| Einwohner                  | 127  | 160  | 276  | 335  | 323  | 386  | 412  | 439  | 424  |
| Quellen: Cassini und INSEE |      |      |      |      |      |      |      |      |      |

## Sehenswürdigkeiten
- Kirche Sainte-Trinité aus dem 12. Jahrhundert, Umbauten aus dem 15./16. Jahrhundert, Monument historique seit 1971
- Friedhofskreuz aus dem 15./16. Jahrhundert, Monument historique seit 1971
- Burg aus dem 17. Jahrhundert
- zwei Herrenhäuser aus dem 17. Jahrhundert

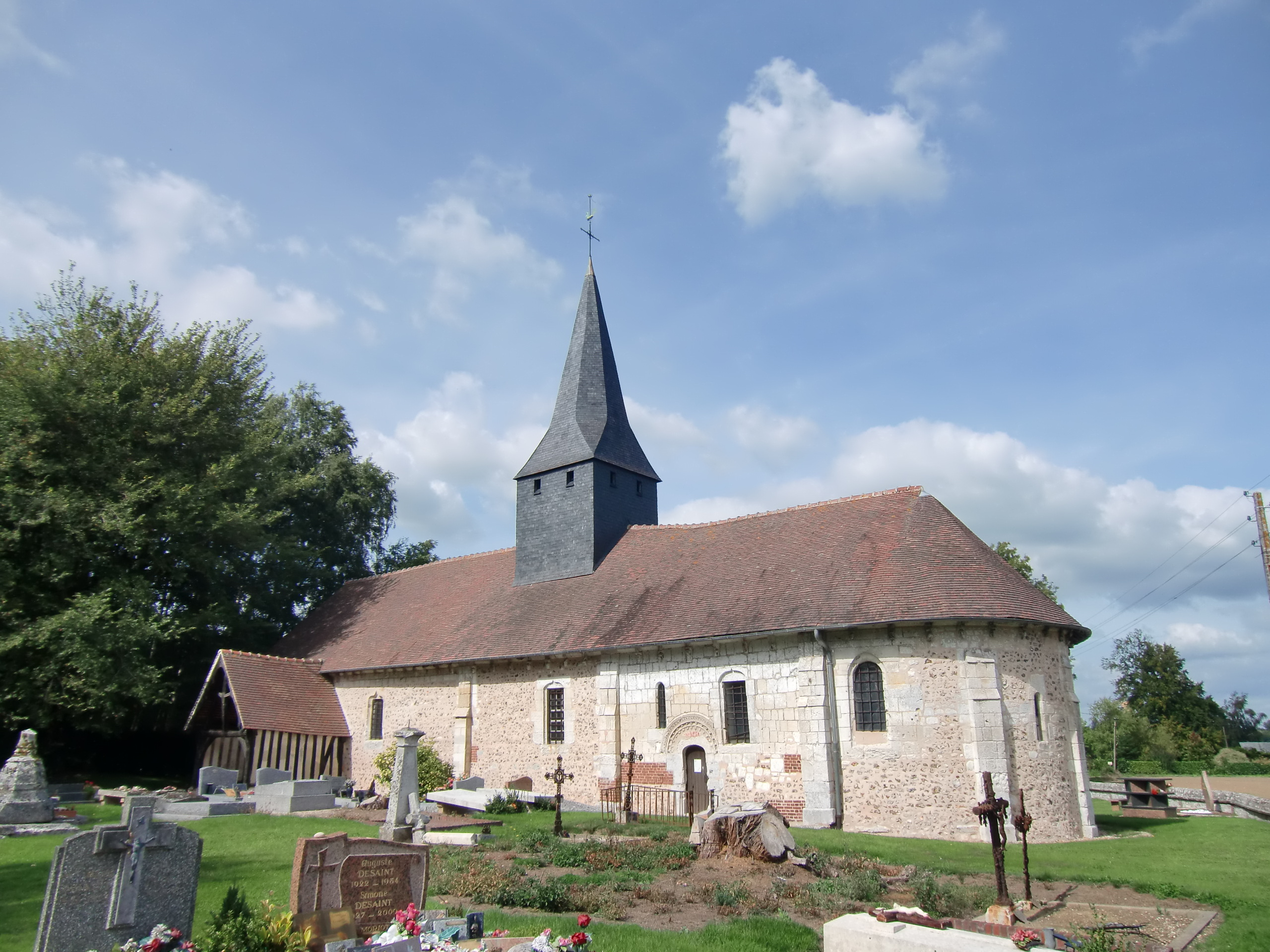
Kirche Sainte-Trinité